# Dagajev
Dagajev je priimek več oseb:
- Nikolaj Pavlovič Dagajev, sovjetski general
- Rinat Dasajev, ruski nogometaš